# Delmar (Delaware)
Delmar je gradić u američkoj saveznoj državi Delaware. Prema popisu stanovništva iz 2010. u njemu je živjelo 1.597 stanovnika.